# Sol menor
La tonalidad de sol menor (que en el sistema europeo se abrevia sol m y en el sistema inglés Gm) es la que consiste en la escala menor de sol, y contiene las notas sol, la, si bemol, do, re, mi bemol, fa y sol. Su armadura de clave contiene 2 bemoles.
Su tonalidad relativa es si bemol mayor, y su tonalidad homónima es sol mayor. Las alteraciones para las versiones melódica y armónica se escriben al lado de cada nota, no como armadura de clave.

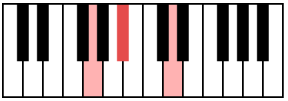
El acorde de triada: sol, si♭, re

## Usos
Si bien Wolfgang Amadeus Mozart (1756-1791) usó varias tonalidades menores en partes de sus sinfonías, sol menor es la única tonalidad que usó como principal para sus sinfonías numeradas (n.º 25, y la famosa n.º 40).
Cuando Francesco María Veracini (1690-1768) escribió seis oberturas para el príncípe de Dresde, la única que escribió en modo menor fue la n.° 5 en sol menor. Vivaldi escribió todo el concierto Op. 8, RV 315, «L'estate» (El verano) en sol menor.
Chopin eligió esta tonalidad para su primera Balada op. 23
En la música barroca ―en que todavía no se utilizaba el temperamento igual y cada tonalidad tenía un carácter distinto―, sol menor era considerada la tonalidad de la «trágica consumación».[cita requerida]